# Euxoa basigramma
Euxoa basigramma là một loài bướm đêm thuộc họ Noctuidae. Nó được tìm thấy ở Thổ Nhĩ Kỳ, Iran và from Ukraina, Moldova, miền bắc, tây bắc, miền trung, miền đông và tây nam Nga to Mông Cổ.